# 家長昭博
家長昭博（日语：／ Ienaga Akihiro，1986年6月13日—），日本足球運動員，現效力日職球隊川崎前鋒，司職中場，前日本國家足球隊成員。

## 俱樂部生涯
家长昭博在高中2年级就被大阪飞脚提拔到一线队中，他成为了第一个在顶级联赛首秀就取得进球的“两种登录球员”（18岁以下的小球员，可以出战u18联赛，也可以出战日职联赛的登录模式，无法签订职业合同）。
而高中毕业后家长昭博更是在18岁的年龄成为了球队的主力球员，帮助球队夺冠。同时，他也入选了当时奥西姆执教的日本国家队，并在21岁完成国家队首秀。而在2008年北京奥运选拔队中他也是球队的主力成员。
但2008年，21岁的家长决定去大分三神，那一年大分获得了联赛第4和日本联赛杯冠军。
但这一年家长昭博在新赛季开始前不久在一场比赛还未踢的情况下，就遭到十字韧带断裂的伤病，直到联赛第27轮才复出，一个赛季只为大分出场过4次。虽然这一年家长几乎都是在养伤中度过，但他寻思着去欧洲寻求发展，在英冠球队普利茅夫的试训中受到了对方一致的好评，准备签约。但是最终留洋还是没能成行。
无法前往欧洲的家长留在大分续租一年，因球队的财政问题，在这一年赛季结束后，球队宣告降级。他没有选择继续在大分三神，也不怎么愿意回大阪飞脚，这时候他前往同城死敌，大阪樱花继续租借。作为中场主力的家长单赛季10次助攻，他把樱花带进了亚冠，那是球队历史上首次进军亚冠联赛。
2011年1月，家长昭博被西甲球会马略卡签下，开启了自己的西甲之旅。
在替补席上过了五轮后，家长昭博迎来了自己的西甲首秀，2011年2月5日马略卡客场对阵奥萨苏纳，家长在第67分钟替换塞尔吉奥·特耶拉登场。
第26轮对阵西班牙人，家长昭博替补登场11分钟，他在第82分钟的射门间接帮助队友努苏破门。这是家长昭博第一次奉献助攻，帮助球队拿到了一场客场胜利。
2011年4月10日，2010/11赛季西甲联赛第31轮西维尔客场2比2战平马略卡。第16分钟，卡斯特罗禁区左侧传中，家长昭博禁区右侧头球破门，这是继大久保嘉人和城彰二之后第三位在西甲进球的日本球员。
半个赛季下来，家长昭博在14次联赛登场累积464分钟的时间里，完成了2球1助攻的数据表现，154.7分钟制造1球的效率也还不错。
在马略卡的第二赛季，他没有什么出场机会，經常在替補席，其后家长前往韩国K联赛。而这个时候，大阪飞脚再次签入他，家长昭博回到了日职联赛。半赛季为球队贡献5球，但球队在这一年降级。降级之后虽然很多球队都要他，但他选择在大阪飞脚完成租借合同，又踢了半赛季的日乙联赛，合同期满后重返了马略卡。
2014年，与马略卡的合同终于到期，他第一时间重返了日职联赛，去到大宫松鼠。在这支球队，他表现出色，单赛季6球9助。不过大宮降级。
2015赛季，家长没有离开大宫松鼠，把球队带回日职。后一个赛季年满30的家长昭博状态依旧保持良好，带领大宫松鼠获得历史最好成绩第五名。而他自己也成为球队历史上第一个单赛季打入两位数进球的日本球员。
2017赛季，家长昭博转会川崎前锋。那时候的川崎前锋处在更新换代的时期，执教他们五个赛季的风间八宏宣布离任。助教鬼木达接任。
转会到川崎的家长在第一轮比赛中就遭遇伤病，长时间休整。直到11轮后才迎来复出。这个时候球队已经没有他的位置，之后的很多轮，几乎都是补时阶段上阵。

## 國家隊生涯
2007年首次代表国家队出战的家长昭博，也是2011年亚洲杯日本队50人大名单队员之一。

## 榮譽

### 球會
大阪飛腳
- 日本甲組職業足球聯賽：2005
- 日本聯賽盃：2007
- 日本超級盃：2007

大分三神
- 日本聯賽盃：2008

川崎前鋒
- 日本甲組職業足球聯賽：2017、2018、2020、2021
- 天皇盃：2020
- 日本聯賽盃：2019
- 日本超級盃：2019、2021

### 國家隊
日本
- 麒麟盃：2011

### 個人
- 日本甲組職業足球聯賽MVP：2018
- 日本甲組職業足球聯賽Best XI：2018、2020、2021

## 外部連結
- 大分三神球員資料 （日語）
- FIFA選手資料（页面存档备份，存于）
- 國家隊選手資料（页面存档备份，存于）
- 家長昭博 OFFICIAL BLOG (自分・・・不器用ですから)（页面存档备份，存于）
- 家長昭博 – FIFA國際賽競賽紀錄 (存檔)（英文）
- 日本職業足球聯賽中的家長昭博 （日語）
- 川崎フロンターレによる公式プロフィール